# Indisches Lungenkraut
Das Indische Lungenkraut (Justicia adhatoda), auch Adhatoda-Pflanze, Malabarnuss oder Vasica genannt, ist eine Pflanzenart aus der Gattung  Justicia innerhalb der Familie der Akanthusgewächse (Acanthaceae). Sie wird seit langer Zeit als Heilpflanze verwendet. Sie nicht verwandt mit den Lungenkräutern (Pulmonaria) aus der Familie der Rauhaargewächse (Boraginaceae).

## Beschreibung

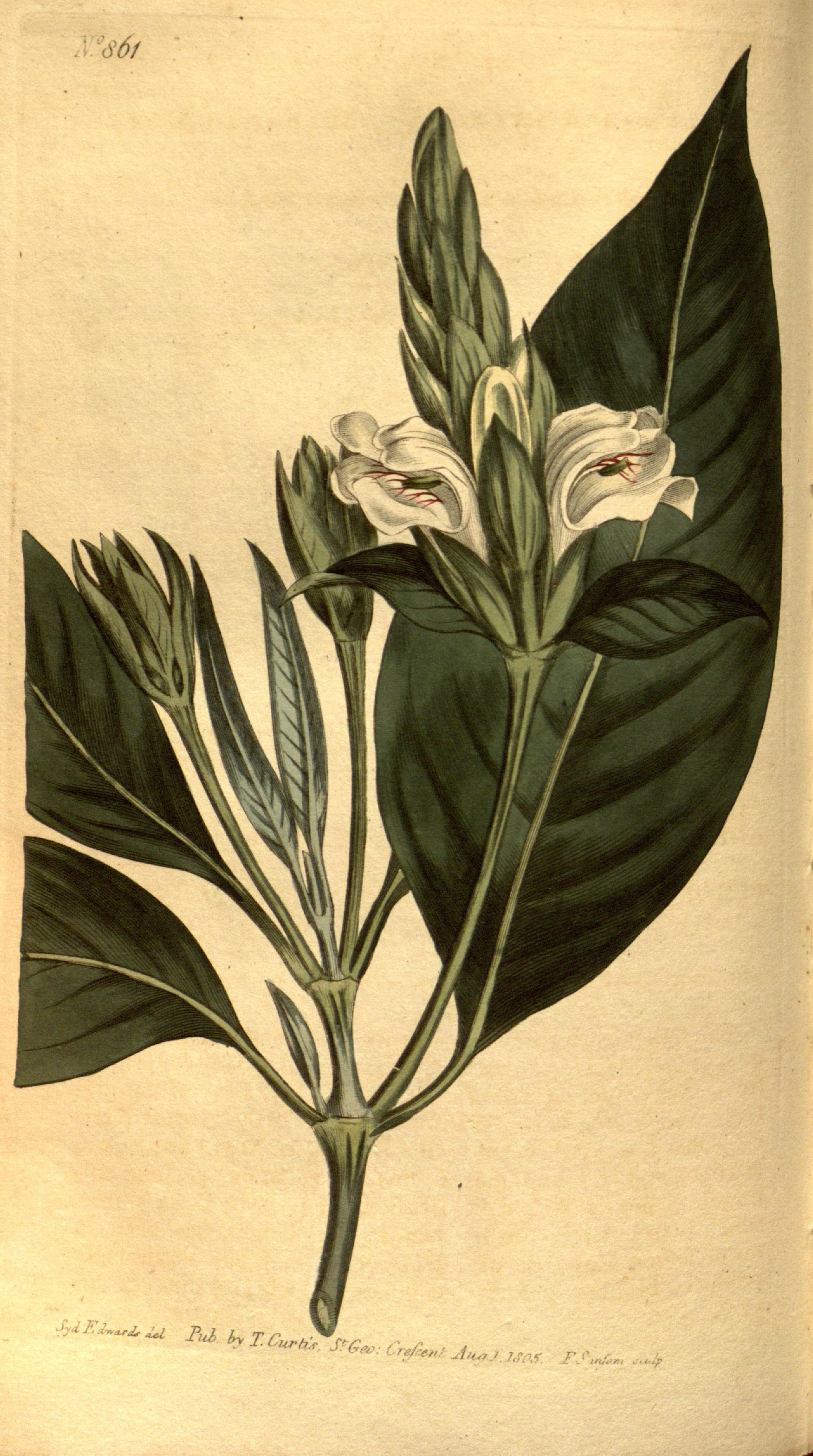
Illustration aus Curtis's Botanical Magazine, Nr. 861

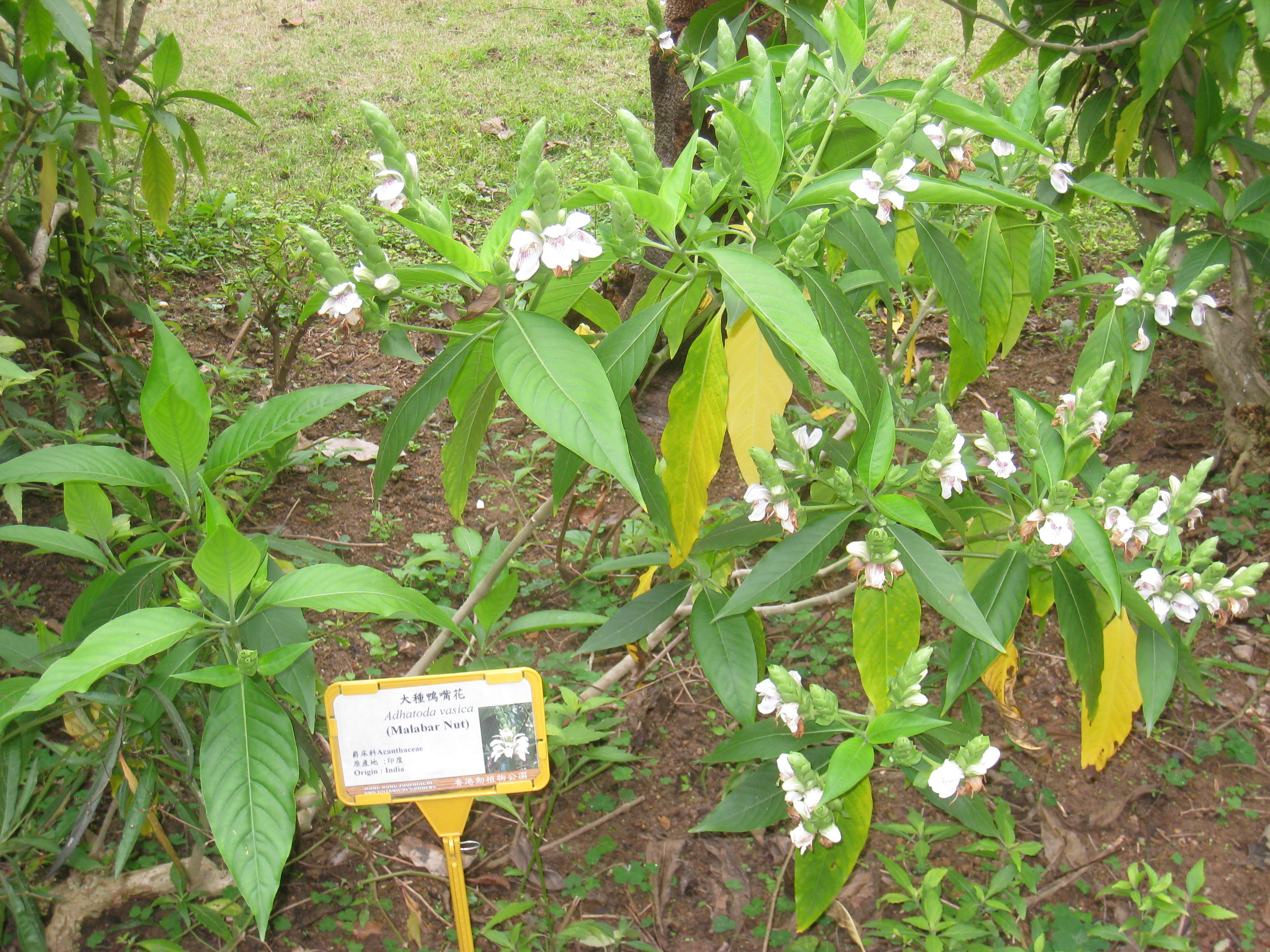
Habitus

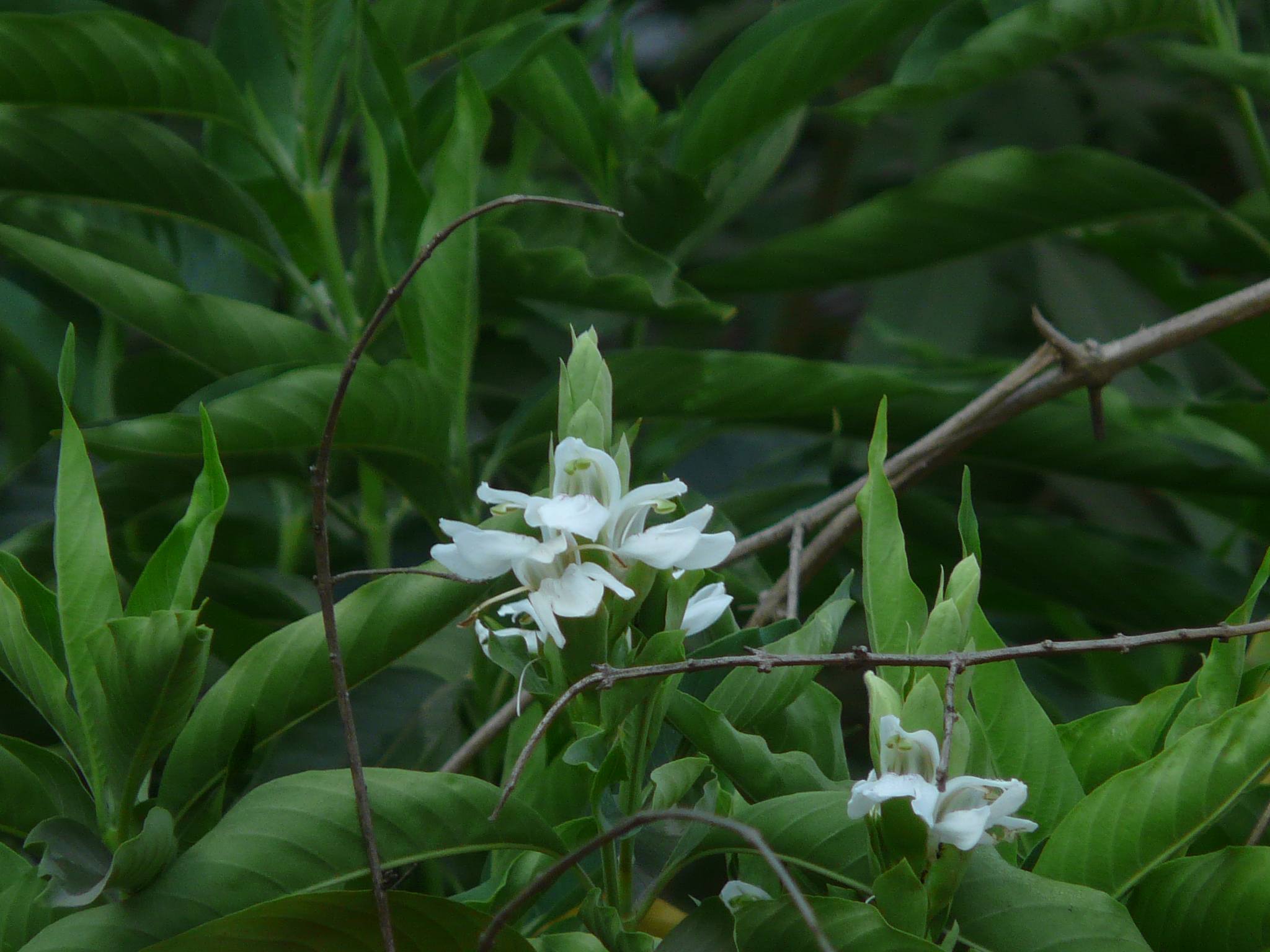
Laubblätter und Blütenstände

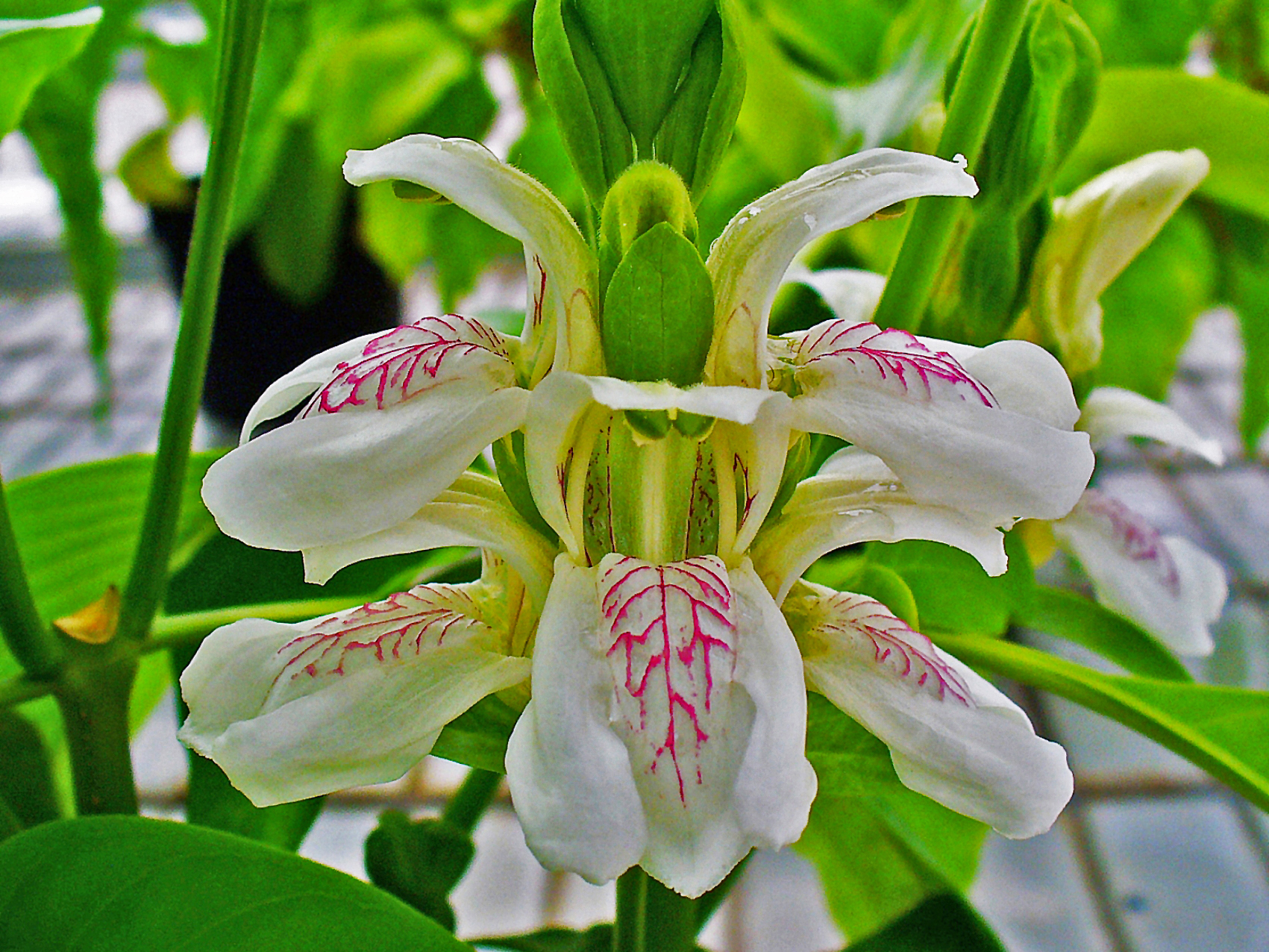
Ausschnitt eines Blütenstandes mit zygomorphen Blüten im Detail

### Vegetative Merkmale
Das Indische Lungenkraut wächst als gut verzweigter, immergrüner, kleiner, selbständig aufrechter Strauch, der Wuchshöhen von bis zu 2, selten 2,5 Metern erreicht. Die Äste sind mehr oder weniger vierkantig bis fast stielrund. Die Rinde ist anfangs gräulich flaumig behaart.
Die gegenständig angeordneten Laubblätter sind in Blattstiel und Blattspreite gegliedert. Der Blattstiel ist meist 1,5 bis 3,5 (1 bis 4,5) Zentimeter lang gestielt. Die einfache Blattspreite ist bei einer Länge von 10 bis 20 Zentimetern sowie einer Breite von 3,5 bis 8 Zentimetern elliptisch-lanzettlich, verschmälert sich zur Spreitenbasis hin und besitzt ein zugespitztes oberes Ende. Die Blattoberseite ist kahl und flaumig behaart an den Blattnerven.

### Generative Merkmale
Blütezeit ist Januar bis März. Die end- oder seitenständigen, ährigen Blütenstände sind bis zu 10 Zentimeter lang und 2,5 bis 3 Zentimeter breit. Die flaumig behaarten, laubblattähnlichen Tragblätter sind bei einer Länge von 1,5 bis 2,5 Zentimetern sowie einer Breite von 1 bis 1,5 (0,8 bis 1,8) Zentimetern breit-elliptisch. Die winzig flaumig behaarten Deckblätter sind bei einer Länge von 1 bis 1,5, selten bis zu 2 Zentimetern sowie einer Breite von 0,3 bis 0,5 Zentimetern elliptisch-länglich bis lanzettlich mit spitzem oberen Ende. Die Blütenstiele sind nur kurz oder kaum vorhanden.
Die zwittrigen Blüten sind bei einer Länge von etwa 3 Zentimetern zygomorph und fünfzählig mit einer doppelten Blütenhülle. Die fünf Kelchblätter sind verwachsen. Die flaumig behaarten Kelchlappen sind bei einer Länge von 6 bis 10 Millimetern sowie einer Breite von etwa 2 Millimetern linealisch-lanzettlich mit spitzem oberen Ende. Die fünf weißen bis violetten Kronblätter sind zu einer 1,2 bis 1,5 Zentimeter langen Kronröhre verwachsen. Die Kronröhre ist außen flaumig behaart und der Kronschlund ist zottig behaart. Die Krone ist zweilippig; die Oberlippe ist aufrecht mit zwei kurzen Kronzipfel und die Unterlippe ist dreilappig mit elliptischen, stumpf endenden Kronlappen. Es sind nur zwei fertile Staubblätter vorhanden mit 1 bis 1,5 Zentimeter langen Staubfäden und länglichen Staubbeuteln. Der Fruchtknoten ist bei einer Länge von etwa 3 Millimetern länglich. Der Griffel ist 2 bis 2,5 Zentimeter lang.
Die gestielte, flaumig behaarte, bei einer Länge von etwa 2,5 Zentimetern keulenförmige Kapselfrucht enthält jeweils nur vier Samen. Die kahlen Samen sind bei einem Durchmesser von 2 bis 3 Millimetern mehr oder weniger kugelig.
Die Chromosomengrundzahl beträgt x = 17; es liegt Diploidie vor mit einer Chromosomenzahl von 2n = 34.

## Vorkommen
Die genauere ursprüngliche Heimat von Justicia adhatoda ist nicht bekannt. Sie liegt vermutlich im Gebiet von Sri Lanka, Indien, Pakistan, Nepal, Bhutan, Java und Malaysia.

## Taxonomie
Die Erstveröffentlichung von Justicia adhatoda erfolgte 1753 durch Carl von Linné in Species Plantarum, Tomus I, Seite 15. Als Lectotypusmaterial wurde „Herb. Hermann 2: 43, No. 16 (BM-000621656) (BM)“ durch Manning, Getliffe Norris in S. African J. Bot., Volume 51,1985, S. 483 festgelegt. Synonyme für Justicia adhatoda L. sind: Adhatoda vasica Nees, Adhatoda ceylanica Nees, Adhatoda pubescens Moench, Dianthera latifolia Salisb., Gendarussa adhatoda Steud., Justicia caracasana Sieber.

## Nutzung
Indisches Lungenkraut wurde bereits vor 3000 Jahren in der Tuberkulosebehandlung und gegen Asthma eingesetzt. Auch bei Schlangenbissen, Lepra und Durchfall wurde es verwendet. Aus den Laubblättern kann man das Chinazolin-Alkaloid Vasicin gewinnen. Vasicin erweitert die Bronchien und erleichtert den Sekretabfluss. Aufgrund der Wirksamkeit wurden ausgehend von diesem Pflanzeninhaltsstoff in den 1960ern Bromhexin und Ambroxol synthetisiert.